# Burmametra
Burmametra is een geslacht van wantsen uit de familie van de waterlopers (Hydrometridae). Het geslacht werd voor het eerst wetenschappelijk beschreven door Huang in 2015.

## Soorten
Het genus bevat de volgende soorten:

- Burmametra macrocarinata Huang, Garrouste, Azar, Engel & Nel, 2015